# ديفيد أندرسون (سياسي)
ديفيد أندرسون (بالإنجليزية: David Anderson)‏ هو سياسي أمريكي، ولد في 14 مايو 1956. حزبياً، نشط في الحزب الجمهوري. وقد انتخب عضو داكوتا الجنوبية البيت النواب (2013 – ).